# Kuźma Andrianow
Kuźma Andrianowicz Andrianow (ros. Кузьма Андрианович Андрианов, ur. 15 grudnia?/28 grudnia 1904 we wsi Kondakowo w powiecie zubcowskim w guberni twerskiej (obecnie w rejonie zubcowskim w obwodzie twerskim), zm. 13 marca 1978 w Moskwie) – radziecki chemik, akademik Akademii Nauk ZSRR.

## Życiorys
W 1926 skończył technikum pedagogiczne w Rżewie, a w 1930 Wydział Chemiczny Moskiewskiego Uniwersytetu Państwowego. Od 1929 do 1954 pracował we Wszechzwiązkowym Instytucie Elektrotechnicznym, jednocześnie od 1930 do 1933 wykładał w Moskiewskim Instytucie Garbarskim, 1933–1941 był wykładowcą Moskiewskiego Instytutu Chemiczno-Technologicznego, 1941–1959 wykładowcą Moskiewskiego Instytutu Energetycznego, a od 1946 do 1953 kierownikiem naukowym Wszechzwiązkowego Instytutu Materiałów Lotniczych. W 1945 otrzymał stopień doktora nauk chemicznych, a w 1946 tytuł profesora. W 1954 zorganizował laboratorium związków krzemu Instytutu Związków Organicznych Akademii Nauk ZSRR, którym kierował do 1978. W 1953 został członkiem korespondentem, a w 1964 akademikiem Akademii Nauk ZSRR. Został pochowany na Cmentarzu Nowodziewiczym.

## Odznaczenia i nagrody
- Medal Sierp i Młot Bohatera Pracy Socjalistycznej (13 marca 1969)
- Order Lenina (czterokrotnie, 16 maja 1947, 26 grudnia 1964, 13 marca 1969 i 27 grudnia 1974)
- Order Czerwonego Sztandaru Pracy (2 czerwca 1952)
- Nagroda Stalinowska (czterokrotnie, 1943, 1946, 1950 i 1953)
- Nagroda Leninowska (1963)
- Order Czerwonej Gwiazdy (21 grudnia 1942)
- Medal „Za obronę Moskwy” (1944)
- Medal „Za ofiarną pracę w Wielkiej Wojnie Ojczyźnianej 1941–1945” (1945)

I inne.